# Humiriastrum colombianum
Humiriastrum colombianum är en tvåhjärtbladig växtart som först beskrevs av José Cuatrecasas, och fick sitt nu gällande namn av José Cuatrecasas. Humiriastrum colombianum ingår i släktet Humiriastrum och familjen Humiriaceae. Inga underarter finns listade i Catalogue of Life.